# 가데나 공군기지
가데나 공군 기지(영어: Kadena Air Base, 嘉手納飛行場 가데나 히코죠[*], IATA: DNA, ICAO: RODN)는 일본의 오키나와섬(오키나와현 가데나정)에 위치한 미국 태평양 공군(PACAF)의 가장 큰 군용 비행장이다. 제5공군 소속 제18비행단이 주둔하고 있다.

## 역사

### 한국 전쟁

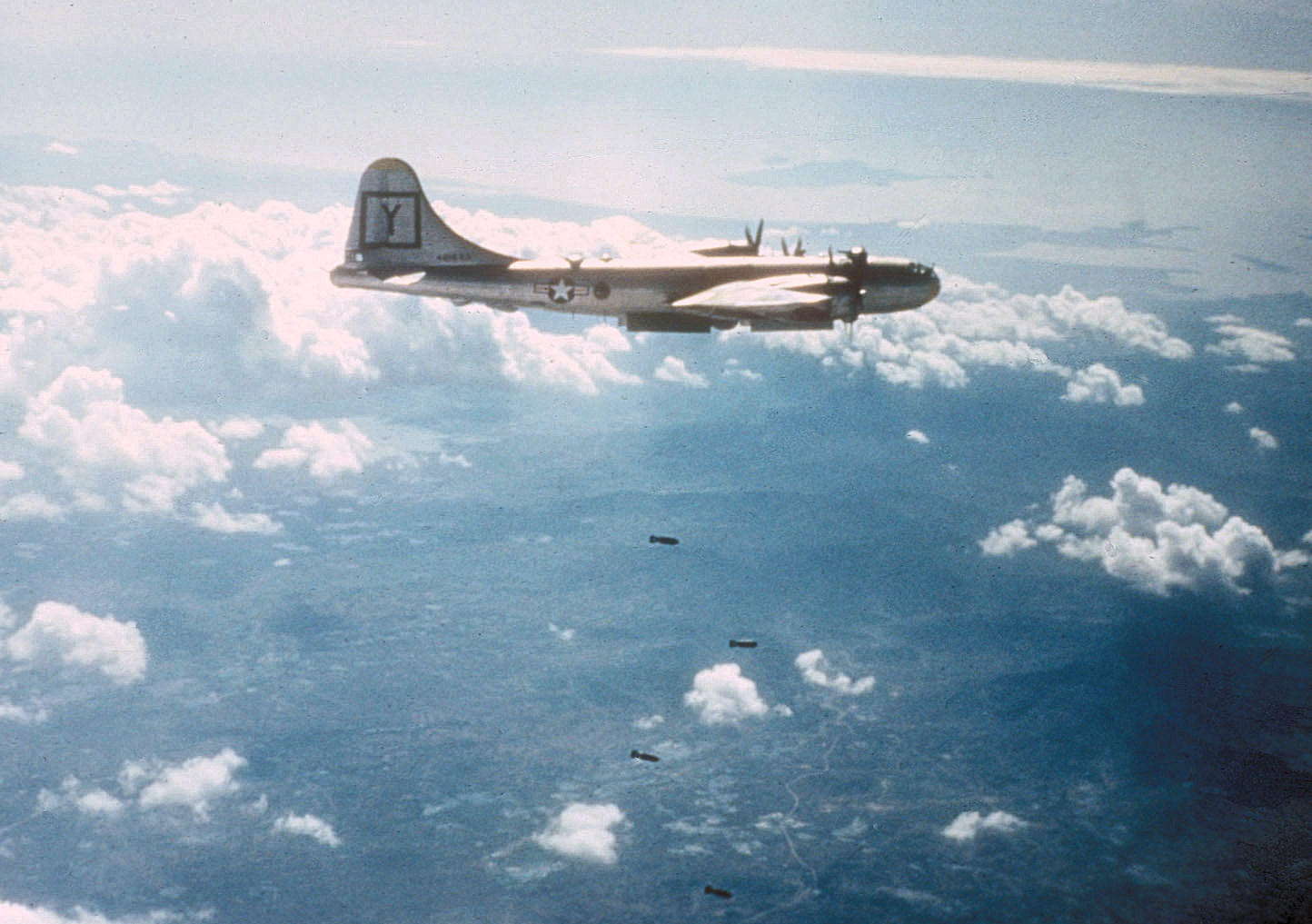
한국 전쟁 당시 카데나 공군 기지를 이륙해 작전중인 B-29 폭격기

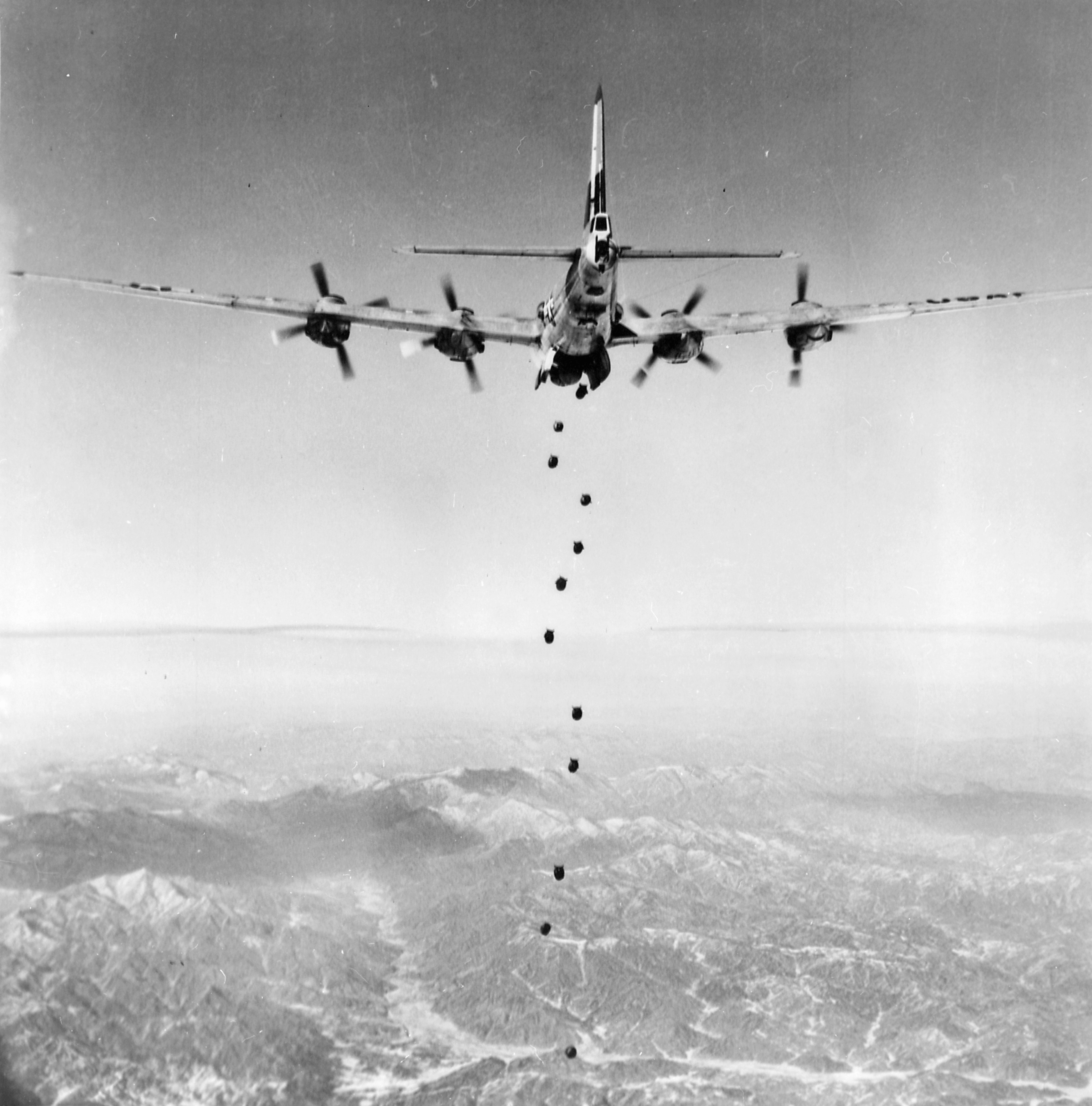
1951년 한국의 목표물을 공습중인 제19폭격기전대의 B-29 폭격기

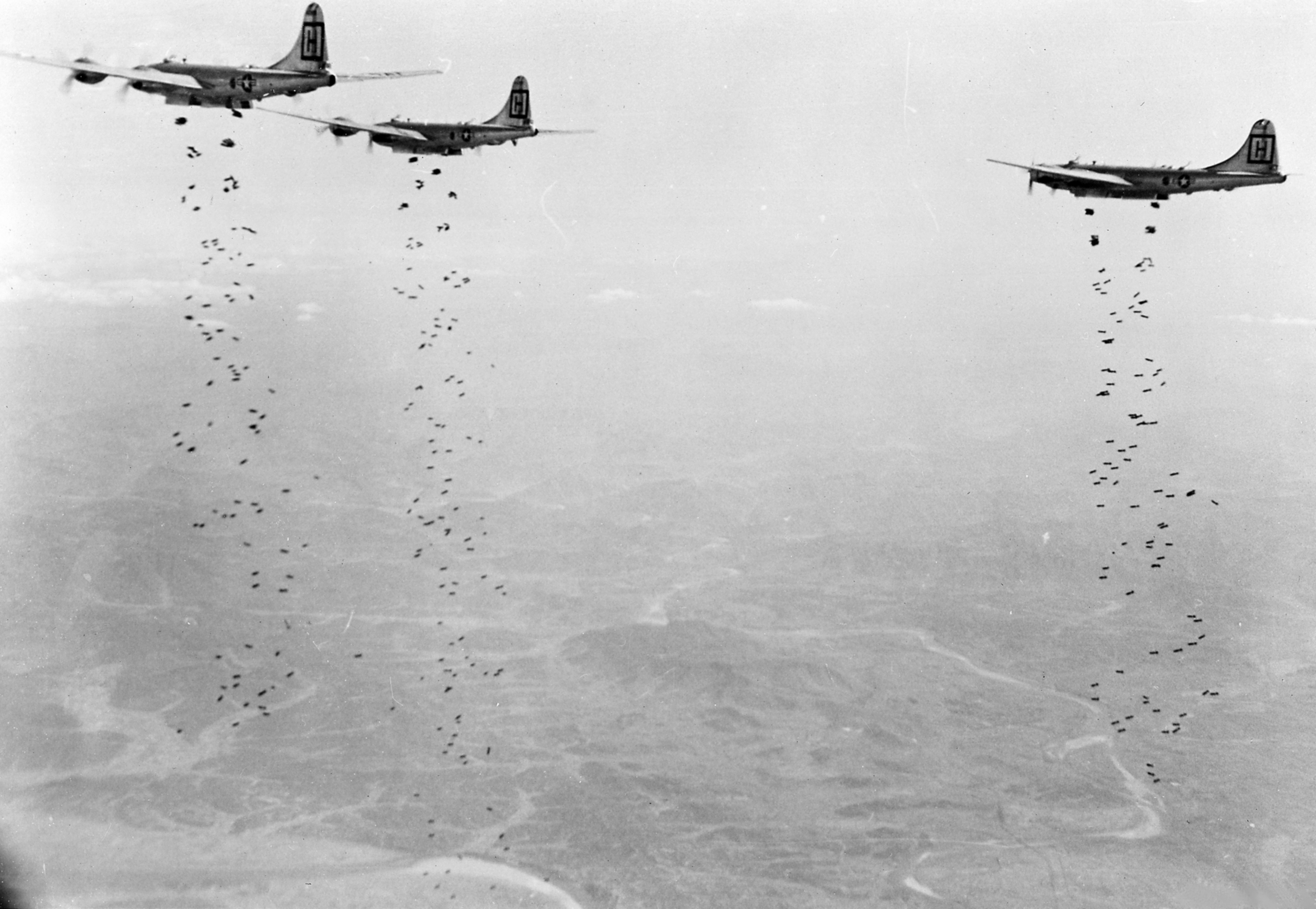
1951년 한국의 목표물을 공습중인 제98폭격기전대의 B-29 폭격기

제19폭격기전대, 제22폭격기전대, 제98폭격기전대, 제307폭격기전대의 B-29 폭격기가 원산 상륙 작전 등의 공습을 하였다. 부산까지 1000 km, 평양까지 1400 km 떨어져 있다.

### 21세기
미국 국방부는 가데나 공군기지에 MIM-104 패트리어트(PAC-3)를 설치할 계획을 세웠다. 2006년 7월에 조선민주주의민공화국에서 탄도 유도탄을 발사하면서 2개월 안에 배치하기로 일정을 앞당겼다. 그에 따라 10월 12일에 텍사스주 포트 블리스에서 PAC-3를 운용하는 제35방공포병여단 소속 제1방공포병연대, 1대대가 가데나 공군기지에 배치되었다. 기지 재배치 및 폐쇄(BRAC) 협의에 따라 제94육군방공미사일방어사령부(94th AAMDC)에 배치되면서 오키나와로 건너간 것이다. 오키나와 주민들은 PAC-3를 배치하는데 반대했었다.

## 항공 통신
제5공군에서 항공관제를 맡고 있는데, 터미널 레이다 관제는 나하 공항에 설치된 일본 국토교통성의 나하진입관제구에서 맡는다.

### 관제
| 종류              | 주파수(Mhz) | 주파수(Mhz) | 주파수(Mhz) |
| ----------------- | ----------- | ----------- | ----------- |
| CLR               | 123.300     | 235.000     |             |
| GND               | 118.500     | 275.800     |             |
| TWR               | 126.200     | 236.600     | 315.800     |
| APP/DEP (북방면)  | 119.100     | 335.800     |             |
| APP/DEP (남방면)  | 126.500     | 258.300     |             |
| 제18비행단 지휘소 | 311.000     | 355.200     |             |
| 비행장 지휘소     | 128.000     | 349.400     |             |
| PTD               | 131.400     | 266.000     |             |
| BASE OPS          | 266.000     |             |             |
| MET               | 344.600     |             |             |
| ATIS              | 124.200     | 280.500     |             |

### 신호기
| 명칭   | 종류  | 콜사인 | 주파수   | 운영 시간 | 비고                                  |
| ------ | ----- | ------ | -------- | --------- | ------------------------------------- |
| Kadena | VOR   | KAD    | 112 MHz  | 24시간    | 주일 공군의 정비에 따라 바뀔 수 있다. |
| Kadena | TACAN | -      | 1018 MHz | 24시간    | 주일 공군의 정비에 따라 바뀔 수 있다. |

## 주둔 부대

### 상급부대
- 제10군; 1945년 4월 1일
- 제8공군 (8 AF); 1945년 7월 1일
- 미국 육군, 태평양 항공사령부 (PACUSA); 1945년 12월 6일
- 극동 공군; 1946년 1월 1일
- 태평양 공군 1957년 7월 1일

### 현재
- 제18비행단

파트너쉽
 미국 공군
- 제353특수작전비행전대
  - 제353특수작전정비대대
  - 제320특수전술대대
  - 제1특수작전대대
  - 제17특수작전대대
  - 제43정보대대, 1파견대
- 제5원정공중지휘통제비행대대
- 제733공중기동비행대대
- PACAF 항공우편대대, 제3파견대
- OO-ALC/Maly 태평양 지원소
- 공군특수수사국, 제624파견대
- 공군 감사국, 제233파견대
- 제372훈련대대, 15야전훈련파견대
- 제390정보대대
- 미국 공군 예비군사령부
  - 서부 모집대대
  - OL 69GE 369 모집대대

 미국 해군
- 오키나와 기지사령부 (CFA-Okinawa)
- 해군 오키나와 통신파견대 (NCD Okinawa)

 미국 육군
- 제1방공포병, 1대대

국방부 기관
- 미국군 네트워크 오키나와, 국방매체처
- 국방군수국 태평양 지부
- 국방부 교육처 (DoDEA)
  - 태평양 지부국
  - 태평양-오키나와 지구
- 미국 나하 영사관
- 미국 적십자 오키나와 지부
- 미국 총무국 (GSA)

### 이전
- 제313공군사단; 1955년 3월 ~ 1991년 10월
- 가네다 Task Force (임시) (SAC); 1955년 5월 ~ May 1958년 5월, (RB/ERB-47H)
- 제49전술미사일전대; 1961년 2월 ~ 1969년 10월, (TM-76B / CGM-13B)
- 제4252전략비행단 (SAC); 1965년 1월 ~ 1970년 4월
- 제376전략비행단 (SAC); 1970년 4월 ~ 1973년 8월, (B-52, KC-135, EC-135)

## 시설
- 학교
  - 가데나 초등학교
  - 가데나 중학교
  - 가데나 고등학교
  - 밥 호프 초등학교
  - 류큐 중학교
  - 어멜리아 에어하트 중등학교
  - Stearley Heights 초등학교

## 같이 보기
- 주일 미군의 시설 목록
- 하이난섬 사건 - 2001년 카데나 공군기지에서 이륙하여 중국을 정찰중이던 EP-3 정찰기가 중국에 불시착했다. B-29 폭격기와 같은 크기이다.